# San Nicolás Tolentino (Messico)
San Nicolás Tolentino è una municipalità dello stato di San Luis Potosí, nel Messico centrale, il cui capoluogo è la omonima località.
Conta 5.466 abitanti e ha una estensione di 692,81 km².